# William Paget
William Paget (n. 10 februarie 1637 – d. 26 februarie 1713) a fost un nobil englez, care a deținut funcțiile de ambasador al Angliei la Viena (1689–1692) și la Constantinopol (1692–1702). Paget a jucat un rol central în negocierea Păcii de la Karlowitz. A purtat corespondență cu voievodul Constantin Brâncoveanu.